# Ivodea menabeensis
Ivodea menabeensis är en vinruteväxtart som beskrevs av René Paul Raymond Capuron. Ivodea menabeensis ingår i släktet Ivodea och familjen vinruteväxter. Inga underarter finns listade i Catalogue of Life.